# Kornél Ábrányi (fiul)
Kornél Ábrányi (fiul) (n. 27 decembrie 1849, Pesta, Regatul Ungariei – d. 11 martie 1913, Budapesta, Austro-Ungaria) a fost un romancier, poet și jurnalist, fiul scriitorului și compozitorului Kornél Ábrányi (tatăl) (1822-1903) și fratele scriitorului Emil Ábrányi (1850-1920)